# Twijtel
Twijtel (Stellingwerfs: Twietel; Fries: Twitel) is een buurtschap in de gemeente Ooststellingwerf, in de Nederlandse provincie Friesland. Het ligt tussen Makkinga en Nijeberkoop in. Qua adressering is het ook verdeeld tussen deze twee dorpen.
In de Middeleeuwen werd het land bij de Tjonger verdeeld over zathes. De buurtschap Twijtel is ontstaan in een stuk land dat daarbij overbleef. Het gebied waarin in het ontstond heeft een vorm van een trechter of taartpunt. Dit is aan de oostkant van de buurtschap nog te zien in de ligging van de landerijen. In 1604 werd de buurtschap vermeld als  't Dwijtel, in 1644 als 't Wytel en 1840 als Twietel.
De zuidelijke punt van de buurtschap is gelegen bij de knik van de Abbendijk. Deze vormt vanaf daar de hoofdweg van de buurtschap en gaat over de Prikkedam. Opmerkelijk daarbij is dat de linkerkant de straatnaam Twijtel heeft en de rechterkant de straatnaam Abbendijk. De buurtschap betreft verder de nabijgelegen delen van de bewoning aan de Bovenweg, de Grindweg, de Bercoperweg, de Egypte en de Kuinderweg.
Aan de westelijke kant wordt niet altijd de oude trechtervorm gevolgd, zo wordt een klein buurtje aan de Grindweg die er eigenlijk buiten ligt toch vaak bij de buurtschap gerekend. Soms wordt het huis die aan de Egypte ligt niet meer bij deze buurtschap gerekend maar bij de gelijknamige buurtschap Egypte.

## Korenmolens
De buurtschap heeft lang een eigen korenmolen gehad. De eerste molen stond al in 1685 op een kaart van Schotanus aangegeven. Die molen was toen in eigendom van een grietman die in nabij gelegen Middelburen, een in de 20ste eeuw verdwenen buurtschap, woonde. Deze molen waaide in 1869 om bij harde storm. De molen raakte daarna zo beschadigd dat herstel ervan duur was. Desondanks besloot men de molen in de buurtschap te herbouwen.
Voor de nieuwe molen werden restanten gebruikt van de poldermolen van de Weperpolder. Deze was door een brand aangetast. De hernieuwde korenmolen werd de Molen van Zeephat genoemd, naar de eigenaar die het in 1905 had gekocht. In 1912 brandde deze molen, die op de Meulebelt stond, geheel af. Daarop besloot de eigenaar de molen De Weyert naar de buurtschap te halen en ook om te bouwen naar een koren. In 1925 werd deze molen verplaatst naar het dorp Makkinga zelf.